# Tiba (Bitou)
Pour les articles homonymes, voir Tiba.
Tiba est une localité située dans le département de Bitou de la province du Boulgou dans la région Centre-Est au Burkina Faso.

## Démographie
| 2003  | 2006  | 2012 |
| ----- | ----- | ---- |
| 1 692 | 1 409 | -    |

## Santé et éducation
Le centre de soins le plus proche de Tiba est le centre médical (CM) de Bitou tandis que le centre médical avec antenne chirurgicale (CMA) de la province se trouve à Tenkodogo.
Le village possède une école primaire publique. 